# Dzemul
Dzemul är en ort i Mexiko.   Den ligger i kommunen Dzemul och delstaten Yucatán, i den östra delen av landet, 1 000 km öster om huvudstaden Mexico City. Dzemul ligger 12 meter över havet och antalet invånare är 3 072.
Terrängen runt Dzemul är mycket platt. Runt Dzemul är det ganska tätbefolkat, med 100 invånare per kvadratkilometer. Närmaste större samhälle är Motul, 13,0 km söder om Dzemul. Trakten runt Dzemul består till största delen av jordbruksmark.